# Susvilla (Villafufre)
Susvilla es una localidad con casas dispersas en el municipio de Villafufre (Cantabria, España). Está junto a Sandoñana y Penilla (Villafufre). Está situada a un Kilómetro de Villafufre cabeza del Municipio.

## Patrimonio
De su patrimonio arquitectónico destacan una casona montañesa del siglo XVIII, conocida como casona de Susvilla y cuyos orígenes se remontan al siglo XIII, y la ermita de San Pedro apóstol, de finales del siglo XVI, reedificada y ampliada en 1737.
La ermita Iglesia de Susvilla consta de una nave rectangular con espadaña y una anexa de planta cuadrada en el altar.
Existen algunas casas solariegas de hidalgos, una de ellas en ruinas en el barrio del Corralito, o la Corralada con escudo de armas timbrado por yelmo, y sobre éste una divisa que dice «un buen morir dura toda la vida», lema del linaje "Villa". El campo es cuartelado: 1) Águila explayada. Armas de Villa. 2) Tres veneras y bordura cargada de cinco veneras y cuatro sotuers. Armas de Concha. 3) Tres fajas y entre ellas tres escaques. Armas de Ceballos. 4) Cortado : Un árbol con dos animales empinantes. Armas de Bustillo y dos contrabandas en punta. Armas de Castañeda.
Otra casona en el barrio de la Lindera con gran profusión de elementos humanos en la decoración exterior y dos figurillas que corren sujetando la tarjeta como tenantes. El campo es partido y mantelado: 1) Dos torres al palo y en punta dos animales que trepan sobre la cortina. Armas de Gutiérrez. 2) Árbol con dos animales pasantes al tronco y bordura cargada de armiños. Armas de Bustillo. 3) Tres veneras. Armas de Concha.

## Personajes
D. Martin Gutiérrez de Susvilla Alcalde ordinario del valle de Carriedo en 1548 siendo Juan Gómez de Villafufre "el bueno" procurador general del dicho valle.
D. Tomás Gutiérrez de Bustillo casado con doña Catalina de Vega Quintana, él ausente en Madrid como Correo de S.M. vivían a mediados del siglo XVIII en el barrio de la Lindera.
D. Manuel de Villa nacido en 1686 residía en 1752 en Susvilla en la casa del apellido.